# Thomas Fowler (Philosoph)

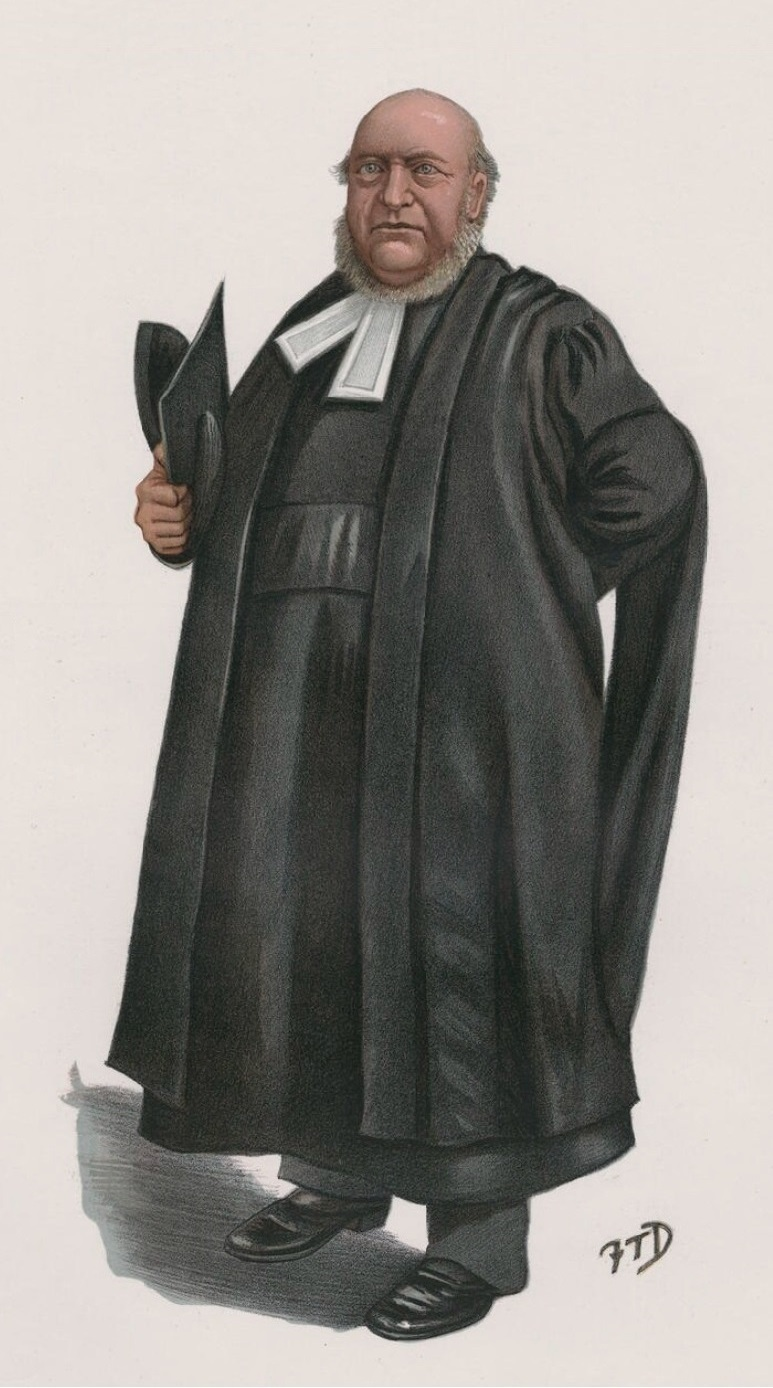
Thomas Fowler (Karikatur im Magazin Vanity Fair vom 2. November 1899)

Thomas Fowler (* 1. September 1832 in Burton upon Stather, Lincolnshire; † 20. November 1904 in Oxford) war ein britischer Geistlicher, Philosoph und Hochschullehrer, der zwischen 1881 und seinem Tode 1904 Präsident des Corpus Christi College sowie zugleich von 1899 bis 1901 Vizekanzler der University of Oxford war.

## Leben
Thomas Fowler, Sohn von William Henry Fowler und Mary Anne Welch Fowler, begann nach dem Besuch des King William’s College auf der Isle of Man am 31. Mai 1850 ein Studium der Klassischen Altertumswissenschaften und Mathematik am Merton College der University of Oxford, das er 1854 mit einem Bachelor of Arts (B.A.) abschloss. 1855 erhielt er die Weihe zum Priester der Church of England. Daraufhin wurde er zunächst Fellow am Lincoln College. 1857 erwarb er einen Master of Arts (M.A.) und wurde im Anschluss Tutor am Lincoln College. 1873 übernahm er die Wykeham-Professur für Logik und lehrte bis 1889. Als Nachfolger des Moralphilosophen John Matthias Wilson wurde er 1881 Präsident des Corpus Christi College und übte dieses Amt bis zu seinem Tode 1904 aus, woraufhin der Philosoph Thomas Case seine Nachfolge antrat. 1882 verlieh ihm die University of Edinburgh einen Doktor der Rechte (LL.D.) sowie die University of Oxford 1886 einen Doktor der Religionswissenschaften (D.D.)
Fowler, der auch Fellow der Society of Antiquaries of London (FSA) war, löste 1899 des Weiteren den Rechtswissenschaftler William Anson, 3. Baronet als Vizekanzler der University of Oxford ab. Er bekleidete dieses Amt bis 1901 und wurde daraufhin von dem Gräzisten und Homer-Forscher David Monro abgelöst.

## Veröffentlichungen
Neben seiner akademischen Lehr- und Verwaltungstätigkeit verfasste Thomas Fowler neben Lehrbüchern wie beispielsweise zur deduktiven und induktiven Logik auch mehrere Bücher über bekannte Philosophen wie Francis Bacon, Francis Hutcheson, John Locke und Anthony Ashley Cooper, 3. Earl of Shaftesbury. Zu seinen Werken gehören:
- The elements of deductive logic. Designed mainly for the use of junior students in the universities, 1871 (Online-Version)
- The elements of inductive logic. Designed mainly for the use of junior students in the universities, 1876 (Online-Version)
- Locke, 1880
- Bacon, 1881 (Online-Version)
- Shaftesbury and Hutcheson, 1882 (Online-Version)
- Progressive morality. An essay in ethics, 1884
- The principles of morals. Part II (Being the body of the work), Mitautor John Matthias Wilson, 1886
- The history of Corpus Christi college. With lists of its members, 1893
- Corpus Christi, 1898